# Jimmy Hughes
Jimmy Hughes es un cantante de soul nacido en Florence (Alabama). Entró en la música de la mano del productor y propietario de los estudios Fame Rick Hall, el cual solía cantar góspel junto a él desde 1962. Pero Jimmy Hughes no conoció el éxito hasta 1964 con la balada Steal away. Siguiendo la línea del deep soul en 1967 obtuvo otros dos hits gracias a las baladas Why Not Tonight y Neighbor, Neighbor. A finales de los '60 rompió sus relaciones con los estudios Fame, y grabó un álbum para Volt, tras lo cual se retiró de la música como intérprete.

## Discografía
| Año  | Título            | Discográfica |
| ---- | ----------------- | ------------ |
| 1964 | Steal away        | Vee-Jay      |
| 1967 | Why not tonight   | Atco         |
| 1969 | Something special | P-Vine       |

- Datos: Q5931186
- Multimedia: Jimmy Hughes (singer) / Q5931186